# آلکساندر بارو
آلکساندر بارو (به انگلیسی: Alexander Barrow) سناتور سابق عضو حزب ویگ بود. وی در سال ۱۸۴۱ تا ۱۸۴۶ میلادی سناتور ایالت لوئیزیانا در سنای ایالات متحده آمریکا بود.